# Amy Tan

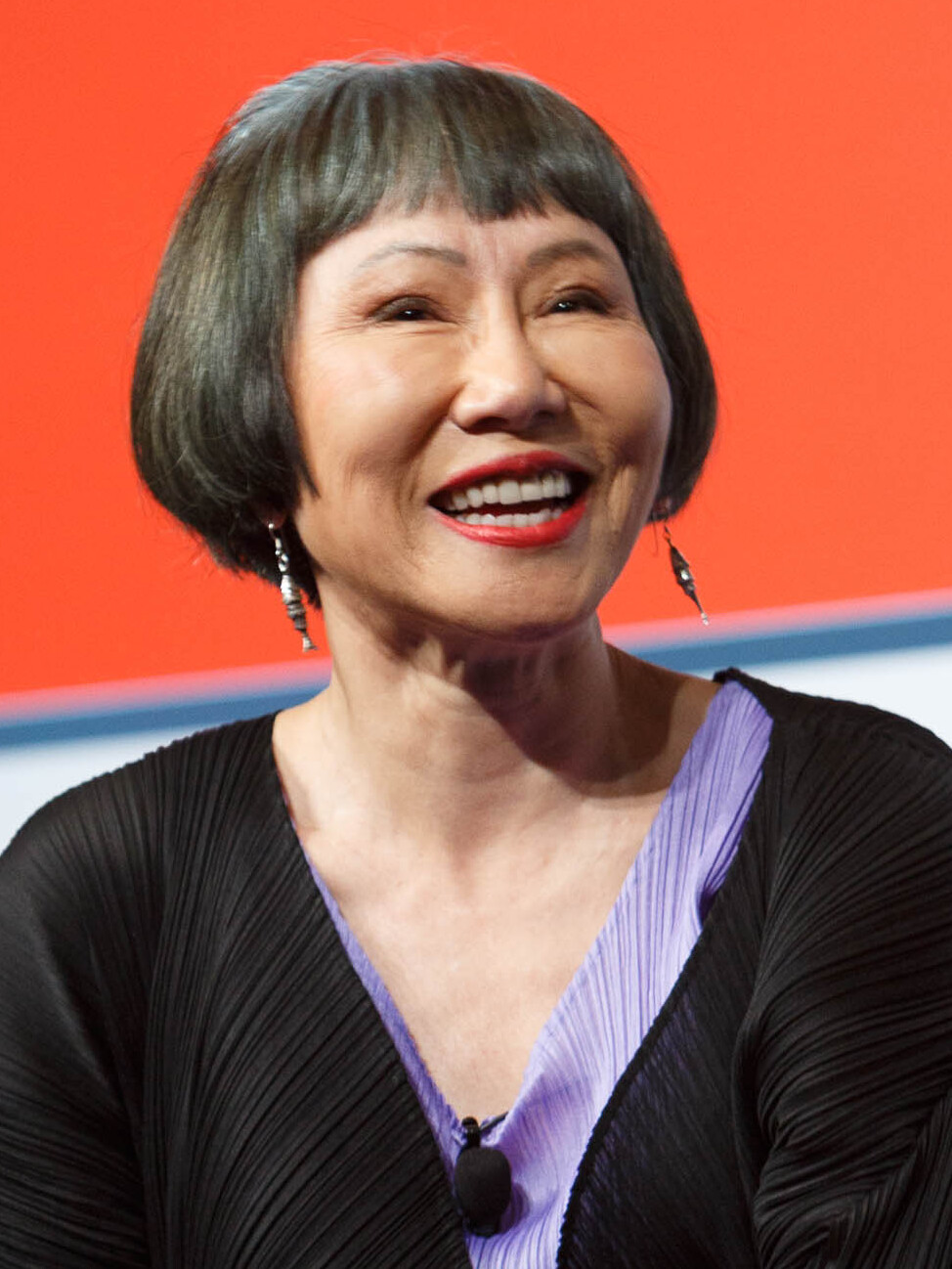
Amy Tan (2018)

Amy Tan (chinesisch 譚恩美 / 谭恩美, Pinyin Tán Ēnměi; * 19. Februar 1952 in Oakland, Kalifornien) ist eine chinesischstämmige amerikanische Schriftstellerin und gehört zu den führenden Vertreterinnen der zeitgenössischen chinesisch-amerikanischen Literatur. Tan schreibt in ihren Werken über die Begegnung der traditionell chinesischen mit den amerikanischen Sitten.

## Leben und Werk
Amy Tan wurde in Oakland (Kalifornien) als Tochter chinesischer Einwanderer geboren. Ihre Eltern waren der Elektrotechniker und Baptistenpfarrer John Tan und seine Frau Daisy, eine Krankenschwester. Tan war 15 Jahre alt, als ihr Vater und ihr älterer Bruder an Gehirntumoren starben. Kurz darauf zog sie mit ihrer Mutter und ihrem jüngeren Bruder Peter nach Montreux, wo sie ihren Schulabschluss machte. Sie studierte Sprachwissenschaften an der San José State University und schrieb sich nach ihrem Master zunächst in Santa Cruz und dann in Berkeley in das Doktorandenprogramm der University of California ein. Sie brach das Promotionsvorhaben jedoch ab und begann als Kinderlogopädin zu arbeiten.
Bekannt wurde Amy Tan mit den Büchern Die Frau des Feuergottes und Töchter des Himmels, das 1993 unter der Regie von Wayne Wang verfilmt wurde. Amy Tan war am Drehbuch beteiligt und co-produzierte den Film. Weitere Werke sind z. B. Die hundert verborgenen Sinne und Die andere Seite des Himmels: Gedanken über das Leben, eine Sammlung von nicht fiktiven Essays. Zudem schrieb sie zwei Kinderbücher: Die Mondfrau (1992) und Die chinesische Samtkatze (1994). Ihre Bücher wurden in 35 Sprachen übersetzt.
Das Libretto für die 2008 an der San Francisco Opera uraufgeführte Vertonung ihres Bestsellers The Bonesetter's Daughter schrieb Amy Tan selbst. Komponist der Oper ist Stewart Wallace.
1974 heiratete sie den Buchhalter Lou DeMattei und lebt mit ihm nun in Sausalito.
Sie erkrankte schwer an Lyme-Borreliose. Die Ursache für ihre Krankheitssymptome, die ihr das Schreiben lange unmöglich machten, wurde jedoch erst nach Jahren richtig diagnostiziert und behandelt.
Amy Tan ist Backgroundsängerin und Percussionistin in der Amateurband Rock Bottom Remainders, die ausschließlich aus Schriftstellern, Journalisten und Drehbuchautoren besteht und damit prahlt, Trash-Musik zu machen.
2021 wurde sie mit der National Humanities Medal ausgezeichnet, 2025 zum Mitglied der American Academy of Arts and Sciences gewählt.

## Werke
Romane
- The Joy Luck Club, 1989 (dt. Töchter des Himmels, 1992)
- The Kitchen God's Wife, 1991 (dt. Die Frau des Feuergottes, 1993)
- The Hundred Secret Senses, 1995 (dt. Die hundert verborgenen Sinne, 1998)
- The Bonesetter's Daughter, 2001 (dt. Das Tuschezeichen, 2003)
- Saving Fish from Drowning, 2005 (dt. Der Geist der Madame Chen, 2006)
- The Valley of Amazement, 2013 (dt. Das Kurtisanenhaus, 2014)

Kinderbücher
- The Moon Lady, 1992 (mit Gretchen Schields) (dt. Die Mondfrau, 1993)
- Sagwa, The Chinese Siamese Cat, 1994 (mit Gretchen Schields) (dt. Die chinesische Samtkatze, 1994)

Anthologien
- The Best American Short Stories 1999, 1999 (mit Katrina Kenison)

Sachliteratur
- Mid-Life Confidential: The Rock Bottom Remainders Tour America With Three Cords and an Attitude, 1994 (mit Dave Barry, Stephen King, Tabitha King, Barbara Kingsolver)
- Mother, 1996 (mit Maya Angelou, Mary Higgins Clark)
- The Opposite of Fate: A Book of Musings, 2003 (dt. Die andere Seite des Himmels: Gedanken über das Leben, 2005)

## Auszeichnungen (Auswahl)
- Bay Area Book Reviewers Award
- Commonwealth Gold Award
- American Library Associations’s Notable Books
- American Library Association’s Best Book for Young Adults
- New York Times Notable Book
- Booklist Editors Choice
- Mitglied der American Academy of Arts and Letters (2022)[3]